# ローナン・オガーラ
ローナン・オガーラ(Ronan John Ross O'Gara 1977年3月7日 -)は、アイルランドの元ラグビーユニオンの選手である。

## 略歴
1997年からアイルランドのマンスターに所属。コナート戦でデビューを果たす。
ラグビーワールドカップ1999のトレーニングスコッドに選ばれるが、ヘッドコーチのウォーレン・ガットランドはベテランのエリック・エルウッドを選び、オガーラは最終的な代表メンバーから落選した。
2000年、スコットランド戦で、代表デビュー。
マンスターでは、ハイネケンカップでチームを決勝に導く。決勝の対ノーサンプトン・セインツ戦ではプレースキックが4本中1本も入らないという不調で8-9で敗戦。準優勝に終わる。
2001年にはライオンズに選出。ワラターズ戦、ブランビーズ戦などに出場。ワラターズ戦ではワラターズのFB、マクレーに顔面を殴打され目の周りを縫う大ケガを負った。
また、この試合の後、ライオンズのヘッドコーチ、グラハム・ヘンリーは"a bad day for rugby"とコメントした。
2002年、ランズダウン・ロードでのワラビーズ戦で、全18得点を奪い、18-9の勝利に大きく貢献した。
マンスターでは2度目のハイネケンカップ決勝に導くが、今度はレスター・タイガースに9-15で敗れ、またも栄冠を逃した。
2001-02シーズンから始まったケルティックリーグではチームを準優勝に導く。
2003年、オガーラはNFLのマイアミ・ドルフィンズから入団の誘いを受けるが、これを断っている。また、2002-03シーズンのケルティックリーグではチームを優勝に導いた。更に2002-03シーズンのハイネケンカップではプールステージ敗退も危ぶまれたが、4トライ以上27点差以上の勝利が準々決勝進出に必要だったグロスター戦で33-6で勝利しノックアウトステージに進出し、「ミラクル・マッチ」と呼ばれている。だが、準決勝でその年優勝のトゥールーズに敗れた。
この年のラグビーワールドカップ2003のメンバーに選ばれたオガーラはルーマニア戦(控え,1C)、ナミビア戦(先発,7C)、アルゼンチン戦(控え,2P)、オーストラリア戦(先発,1C2P)、フランス戦(先発,無得点)の全5試合にフライハーフで出場し、9C4Pの30得点を挙げた。
2004年にはデヴィッド・ハンフリーズとのレギュラー競争に勝利。シックス・ネイションズ5試合全てに先発し48得点(1T11C7P)を挙げた。

## 記録
- マンスター
  - 236試合(2位)2625得点<15T368C556P27D>(1位)
- チャンピオンズカップ(ハイネケンカップ)
  - 110試合(1位) 1365得点 <16T187C301P3D>(1位)